# Cvjetko Bilić
Cvjetko Bilić (Loborika kod Pule, 19. listopada 1943.), hrvatski biciklist. Nastupao je za Jugoslaviju
Natjecao se na Olimpijskim igrama 1968. u cestovnoj utrci na 196,2 kilometra pojedinačno, a osvojio je 25. mjesto. Na istim OI je ekipno osvojio 16. mjesto. Na OI 1972. u ekipnoj utrci na 100 kilometara je osvojio 21. mjesto.
Na Mediteranskim igrama 1971. je osvojio brončanu medalju u cestovnoj ekipnoj utrci.
Između ostalih bio je pobjednik na utrci Kroz Jugoslaviju (1965. i 1971.), Alpe - Adria (1972.), Kroz Srbiju, Hrvatsku i Sloveniju (tri puta), te ima pobjede na utrkama u Alžiru i Austriji.
Najveća pobjeda u njegovoj karijeri je ona na Gran Premio di Liberazione 1974. u Italiji koje je po mnogima bilo Proljetno cestovno prvenstvo svijeta.
Bio je 7. u ukupnom poretku, 1966. godine, na tada prestižnom Tour de L'Avenireu koji je u to doba slovio kao Tour de France za amatere.
Bio je član pulskog Siporexa.
Godine 1966. je pograšen Sportašem godine u izboru Sportskih novosti.